# Kubok SSSR 1972
La Kubok SSSR 1972 fu la 31ª edizione del trofeo. Vide la vittoria finale della Torpedo Mosca, giunta al suo quinto titolo; per la terza volta (la seconda consecutiva) fu necessaria una replay della finale.

## Formula
Come nella stagione precedente la coppa fu organizzata su sei turni, tutti con partite di andata e ritorno, tranne la finale che, come da tradizione, fu giocata allo Stadio Centrale Lenin.
Al torneo parteciparono le 20 formazioni di Pervaja Liga 1972 e le 16 formazioni di Vysšaja Liga 1972: le prime entrarono in gioco in parte (8 squadre) nel primo turno, in parte (le restanti 12) nel secondo turno; le seconde partirono direttamente dal secondo turno.
Nelle gare di ritorno, al termine dei tempi regolamentari in caso di parità venivano disputati i supplementari; in caso di ulteriore parità si procedeva a battere i tiri di rigore; valeva in ogni caso la regola dei gol fuori casa.

## Primo turno
Le gare di andata furono disputate il 20 e il 21 febbraio 1972, quelle di ritorno il 25 febbraio 1972.
| Squadra 1      | Totale | Squadra 2            | Andata | Ritorno |
| -------------- | ------ | -------------------- | ------ | ------- |
| Nistru Kišinëv | 1 - 3  | CSKA Pamir           | 1 - 2  | 0 - 1   |
| Kryvbas        | 2 - 5  | Avtomobilist Nal'čik | 1 - 2  | 1 - 3   |
| Alga Frunze    | 2 - 0  | Stroitel' Aşgabat    | 1 - 0  | 1 - 0   |
| Šinnik         | 4 - 1  | Zvezda Perm'         | 4 - 1  | 0 - 0   |

## Secondo turno
Le gare di andata furono disputate tra il 26 febbraio e il 4 marzo 1972, quelle di ritorno tra il 4 e il 12 marzo 1972.
| Squadra 1         | Totale          | Squadra 2                 | Andata | Ritorno     |
| ----------------- | --------------- | ------------------------- | ------ | ----------- |
| Šinnik            | -               | Qairat                    | 0 - 1  | [ 1 ]       |
| Spartak Mosca     | 5 - 1           | Uralmaš                   | 5 - 1  | 0 - 0       |
| Dinamo Minsk      | 1 - 2           | Shahter Qaraǵandy         | 1 - 1  | 0 - 1       |
| Dinamo Mosca      | 3 - 1           | Šachtar                   | 3 - 1  | 0 - 0       |
| Karpaty           | 4 - 1           | CSKA Pamir                | 1 - 0  | 3 - 1       |
| Neftçi Baku       | 1 - 3           | Metalurh Zaporižžja       | 1 - 0  | 0 - 3       |
| SKA Rostov        | 1 - 0           | Avtomobilist Nal'čik      | 0 - 0  | 1 - 0       |
| Zorja             | 0 - 0 (3-5 dcr) | Čornomorec'               | 0 - 0  | 0 - 0 (dts) |
| Dinamo Leningrado | 2 - 1           | Ararat                    | 2 - 0  | 0 - 1       |
| Torpedo Mosca     | 3 - 1           | T'orp'edo Kutaisi         | 2 - 1  | 1 - 0       |
| Dinamo Kiev       | 3 - 2           | Tekstilščik Ivanovo       | 2 - 1  | 1 - 1       |
| Dnepr             | 4 - 4 (gfc)     | Paxtakor                  | 2 - 1  | 2 - 3       |
| CSKA Mosca        | 2 - 1           | Avtomobilist Ordžonikidze | 1 - 0  | 1 - 1       |
| Zenit Leningrado  | 5 - 0           | Alga Frunze               | 1 - 0  | 4 - 0       |
| Metalist          | 3 - 4           | Dinamo Tbilisi            | 2 - 0  | 1 - 4       |
| Lokomotiv Mosca   | 4 - 1           | Kryl'ja Sovetov Kujbyšev  | 1 - 1  | 3 - 0       |

## Ottavi di finale
Le gare di andata furono disputate tra l'11 e il 15 marzo 1972, quelle di ritorno tra il 15 e il 18 marzo 1972.
| Squadra 1        | Totale          | Squadra 2           | Andata | Ritorno |
| ---------------- | --------------- | ------------------- | ------ | ------- |
| Zenit Leningrado | 4 - 0           | Dinamo Leningrado   | 2 - 0  | 2 - 0   |
| Torpedo Mosca    | 3 - 0           | Dnepr               | 2 - 0  | 1 - 0   |
| Dinamo Tbilisi   | 3 - 0           | Shahter Qaraǵandy   | 3 - 0  | 0 - 0   |
| Spartak Mosca    | 2 - 2 (gfc)     | Metalurh Zaporižžja | 1 - 0  | 1 - 2   |
| Dinamo Kiev      | 1 - 1 (8-9 dcr) | SKA Rostov          | 1 - 0  | 0 - 1   |
| Čornomorec'      | 1 - 3           | Karpaty             | 1 - 0  | 0 - 3   |
| CSKA Mosca       | 1 - 0           | Dinamo Mosca        | 1 - 0  | 0 - 0   |
| Qairat           | 2 - 3           | Lokomotiv Mosca     | 1 - 2  | 1 - 1   |

## Quarti di finale
Le gare di andata furono disputate il 15 giugno 1972, quelle di ritorno il 21 giugno 1972.
| Squadra 1        | Totale      | Squadra 2      | Andata | Ritorno |
| ---------------- | ----------- | -------------- | ------ | ------- |
| Zenit Leningrado | 0 - 2       | Torpedo Mosca  | 0 - 0  | 0 - 2   |
| Lokomotiv Mosca  | 2 - 4       | Spartak Mosca  | 1 - 2  | 1 - 2   |
| Karpaty          | 1 - 1 (gfc) | Dinamo Tbilisi | 0 - 0  | 1 - 1   |
| SKA Rostov       | 1 - 4       | CSKA Mosca     | 1 - 1  | 0 - 3   |

## Semifinali
Le gare di andata furono disputate il 2 luglio 1972, quelle di ritorno il 27 e il 28 luglio 1972.
| Squadra 1     | Totale | Squadra 2  | Andata | Ritorno |
| ------------- | ------ | ---------- | ------ | ------- |
| Spartak Mosca | 4 - 0  | Karpaty    | 2 - 0  | 2 - 0   |
| Torpedo Mosca | 4 - 1  | CSKA Mosca | 0 - 0  | 4 - 1   |

## Finale
| Mosca 12 agosto 1972, ore ?:? | Torpedo Mosca | 0 – 0 (d.t.s.) referto | Spartak Mosca | Stadio Centrale Lenin (102000 spett.) |

## Replay della Finale
| Mosca 13 agosto 1972, ore 19:30 | Torpedo Mosca        | 1 – 1 (d.t.s.) referto                      | Spartak Mosca | Stadio Centrale Lenin (35000 spett.) |
| \| \| \| \| \| Nikonov 5’ \| Marcatori \| 9’ Papaev \| \| Nikonov Jurin Krasnov Solov'ëv Šalimov \| Tiri di rigore 5 – 1 \| Papaev Egorovič Ol'šanskij Abramov Bulgakov \| |                      |                                             |               |                                      |
| |                      |                                             |               |                                      |
| Nikonov 5’ | Marcatori            | 9’ Papaev                                   |               |                                      |
| Nikonov Jurin Krasnov Solov'ëv Šalimov | Tiri di rigore 5 – 1 | Papaev Egorovič Ol'šanskij Abramov Bulgakov |               |                                      |